# Gustaf Wesslau
Gustaf Wesslau (* 5. Februar 1985 in Upplands Väsby, Schweden) ist ein ehemaliger schwedischer Eishockeytorwart, der von 2015 bis 2020 bei den Kölner Haien in der Deutschen Eishockey Liga (DEL) unter Vertrag stand.

## Karriere
Wesslau durchlief zu Beginn seiner Karriere die Nachwuchsmannschaften des AIK und war dabei zunächst drei Spielzeiten in der J18 Allsvenskan aktiv. Zwischen 2002 und 2005 stand der Schwede hauptsächlich in der J20 SuperElit zwischen den Pfosten, absolvierte aber auch bereits erste Profieinsätze in der ersten Mannschaft des AIK in der zweithöchsten schwedischen Spielklasse HockeyAllsvenskan. In der Saison 2005/06 bestritt Wesslau zunächst 30 Spiele für den AIK, ehe er während der laufenden Spielzeit an die Malmö Redhawks abgegeben wurde. Dort machte er in der Saison 2006/07 seine ersten Spiele in der Elitserien, der höchsten Spielklasse Schwedens.

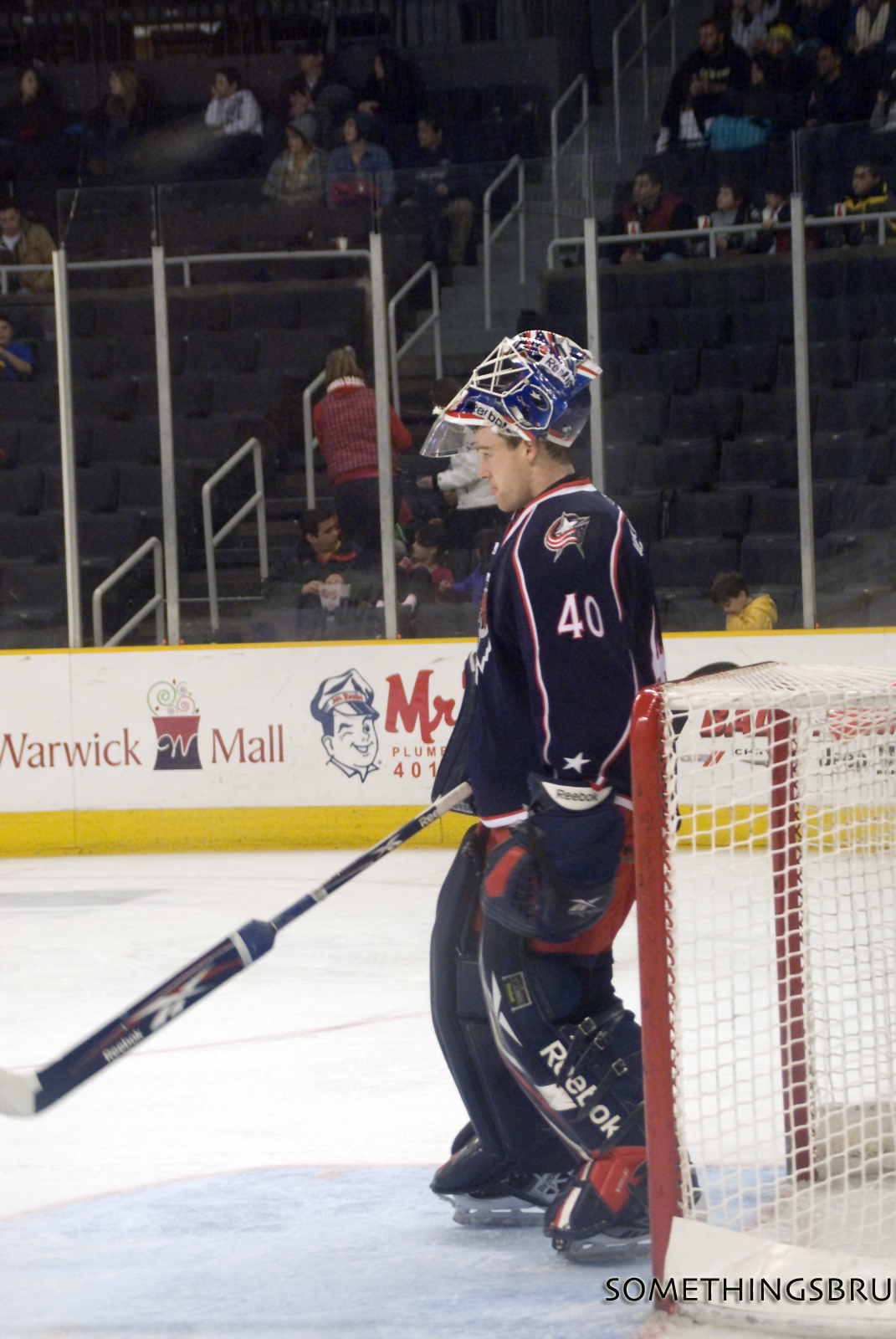
Wesslau im Trikot der Springfield Falcons (2010)

Während der Linksfänger in der Saison 2007/08 noch einmal in der HockeyAllsvenskan für Borås HC das Tor hütete, wurde er zur folgenden Saison von Djurgården Hockey aus der Elitserien verpflichtet und war dort für zwei Spielzeiten der Stammtorwart. In dieser Zeit etablierte sich Wesslau als einer der Toptorhüter Schwedens und war mit einer Fangquote von 94 % sowie einem Gegentorschnitt von 1,80 Toren in 15 Playoff-Partien maßgeblich am Finaleinzug seiner Mannschaft in der Saison 2009/10 beteiligt, wo man jedoch dem HV71 unterlag. Im März 2010 wurde Wesslau aufgrund seiner gezeigten Leistung bei Djurgården von den Columbus Blue Jackets aus der National Hockey League unter Vertrag genommen. Im Rahmen seines Zweiwegevertrages (two-way contract) kam er jedoch in der Saison 2010/11 ausschließlich in der American Hockey League beim Farmteam der Blue Jackets, den Springfield Falcons, zum Einsatz.
Zur Saison 2011/12 kehrte der Schwede nach Djurgården zurück und absolvierte 54 Hauptrundenpartien sowie 10 Play-off-Spiele. Im April 2012 wurde Wesslau vom Ligakonkurrenten HV71 verpflichtet und wurde dort in der Saison 2012/13 mit einer Fangquote von 92,8 % sowie einem Gegentorschnitt von 2,00 Toren in 43 Saisonspielen mit der Honkens Trophäe als bester Torhüter der Liga ausgezeichnet. Im März 2015 wurde bekannt, dass Wesslau ab der Saison 2015/16 bei den Kölner Haien aus der Deutschen Eishockey Liga im Tor steht. Er wurde als bester DEL-Torhüter der Hauptrunde 2016/17 ausgezeichnet. Nach 5 Jahren im Trikot der Haie bestritt er am 25. Februar 2020 sein letztes Spiel für den Verein aus dem Rheinland. In diesem konnte er beim 5:0 gegen die Grizzlys Wolfsburg seinen 16. Shutout in seiner Kölner Zeit erzielen. Insgesamt bestritt er 235 Spiele für die Domstädter und erreichte dabei eine Fangquote von 92,1 Prozent.
Zwischen 2011 und 2013 absolvierte er seine ersten Länderspiele für die schwedische Eishockeynationalmannschaft, unter anderem im Rahmen der Euro Hockey Tour.

## Erfolge und Auszeichnungen
- 2005 Aufstieg in die Allsvenskan mit dem AIK Stockholm
- 2006 Aufstieg in die Elitserien mit den Malmö Redhawks
- 2010 Schwedischer Vizemeister mit Djurgårdens IF
- 2013 Honkens trofé
- 2017 DEL-Torhüter des Jahres